# Eger (nádraží)
Eger je železniční stanice v maďarském městě Eger, který se nachází v župě Heves. Stanice byla otevřena v roce 1872, kdy byla zprovozněna trať mezi městy Füzesabony a Eger.

## Historie
Stanice byla otevřena dne 3. listopadu 1872, kdy byla zprovozněna odbočná trať z Füzesabonyi do Egeru. V roce 1908 byla zprovozněna trať do Putnoku přes Szilvásvarád. V roce 1975 byla stanice zelektrifikována spolu s tratí do Füzesabonyi.

## Provozní informace
Stanice má celkem 1 nástupiště a 4 nástupní hrany. Ve stanici je možnost zakoupení si jízdenky a je elektrifikována střídavým proudem 25 kV, 50 Hz. Provozuje ji společnost MÁV.

## Doprava
Stanice je hlavním nádražím ve městě. Končí zde rychlíky Budapešť–Eger a osobní vlaky z Füzesabonyi a Szilvásvarádu.

## Tratě
Stanicí procházejí tyto tratě:
- Eger–Szilvásvárad–Putnok (MÁV 87)
- Füzesabony–Eger (MÁV 87a)

## Galerie

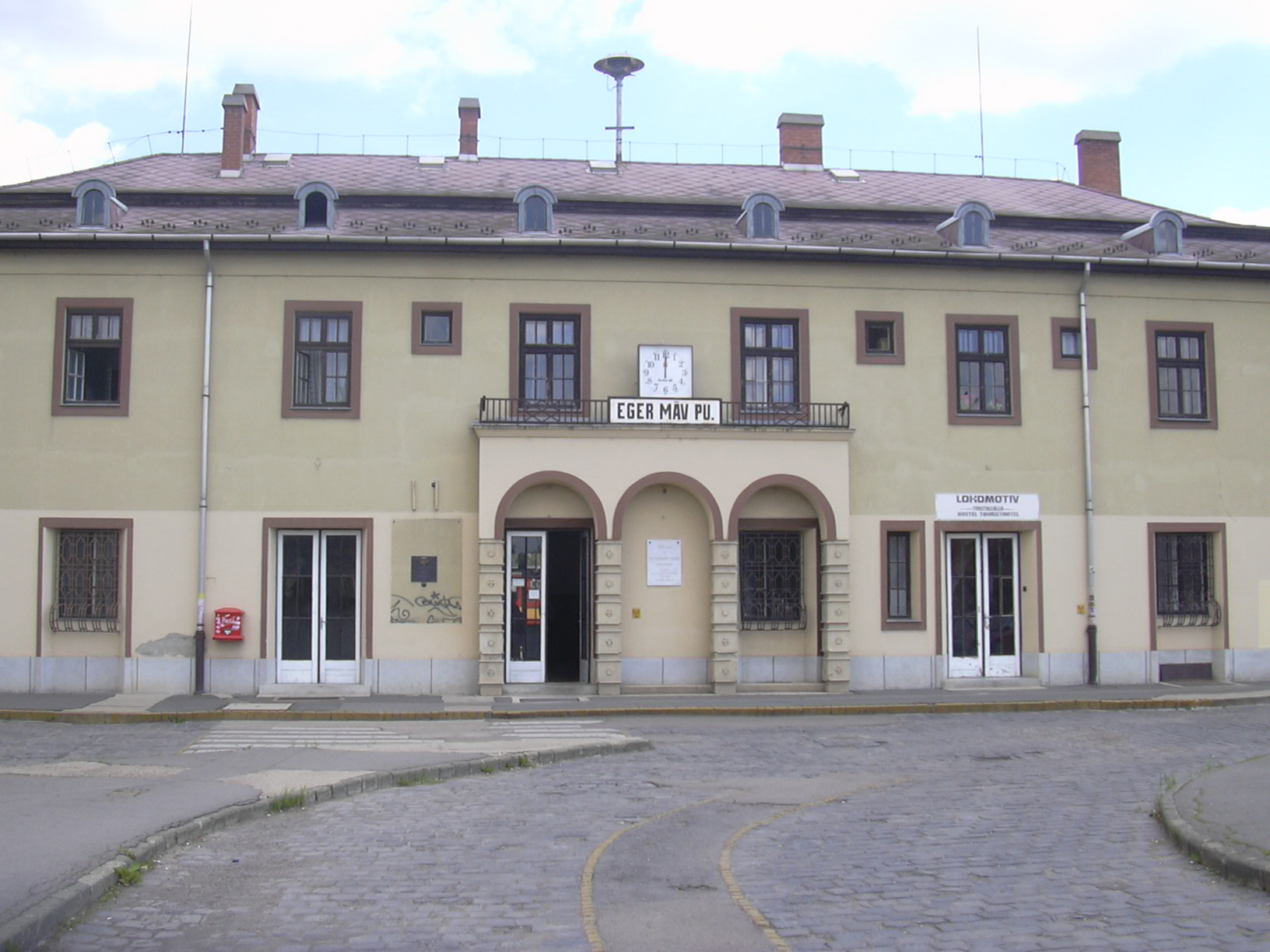
Pohled na stanici.
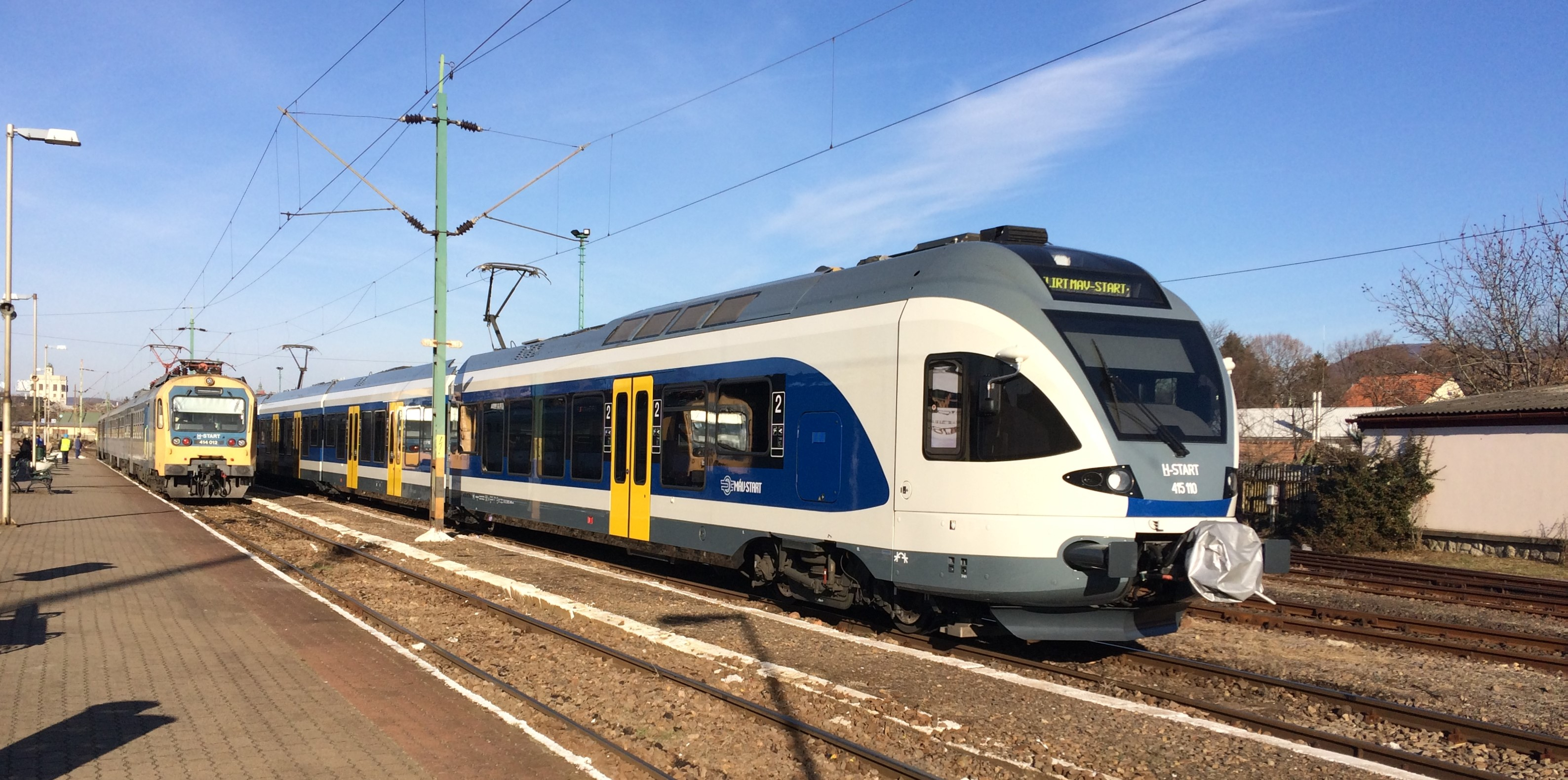
Osobní vlaky ve stanici.
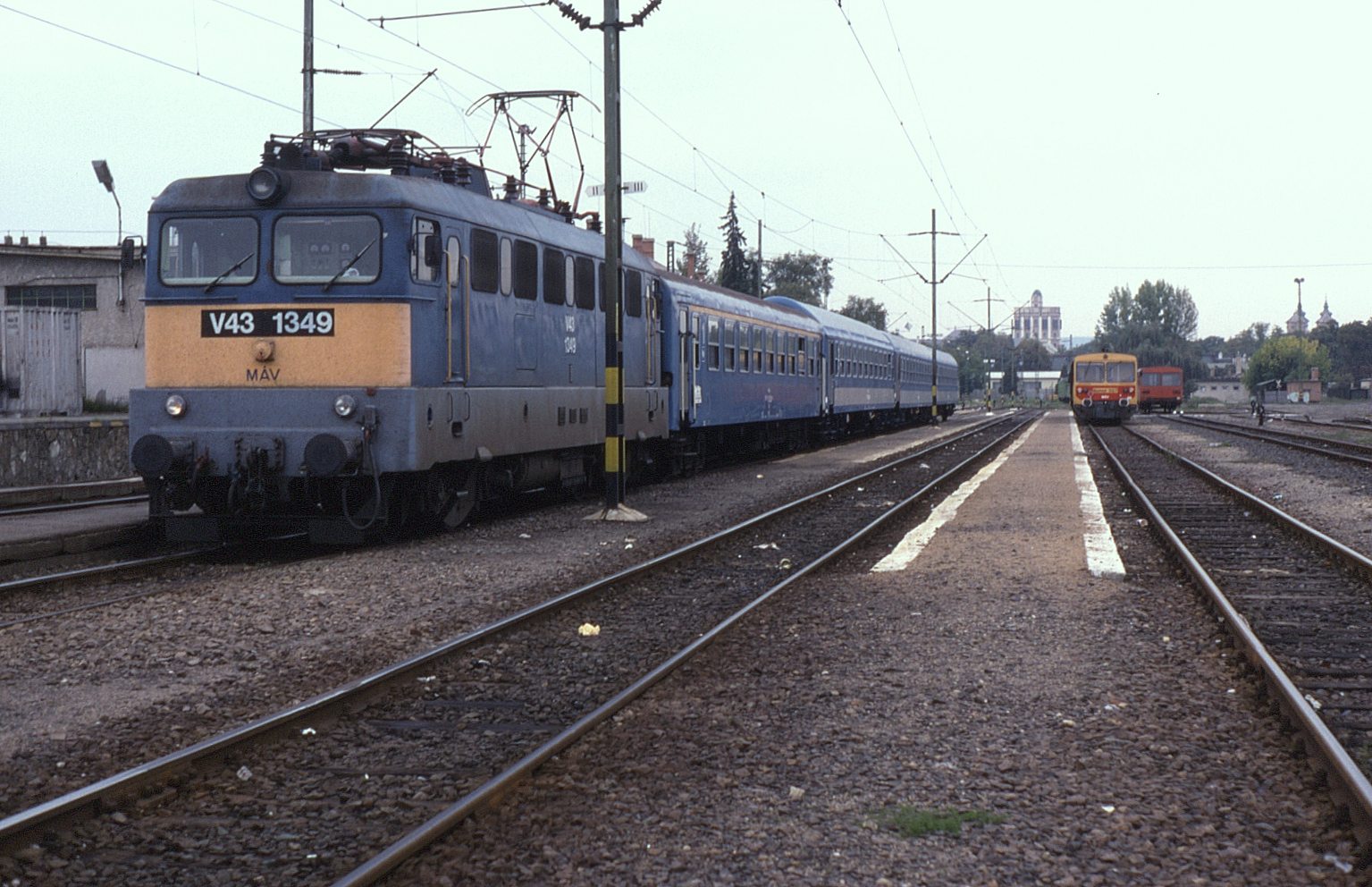
Pohled na stanici v roce 1996.